# Dina Sanichar
Dina Sanichar (encontrado em 1867 — morreu em 1895) foi um homem encontrado na floresta de Bulandshahr, Índia, em 1867, por caçadores que mataram a família de lobos que cuidavam da criança por volta dos 6 anos. Os caçadores pensaram tratar-se de um animal dormindo em uma caverna e surpreenderam-se ao descobrir que era uma criança, que teria sobrevivido na selva, vivendo com uma alcatéia de lobos. O menino foi resgatado e levado para o orfanato de Sekandra, próximo a Agra, onde recebeu o nome de Dina Sanichar, mas nunca aprendeu viver em sociedade e nunca aprendeu a falar. Preferia alimentar-se de carne crua e não gostava de alimentos cozidos. Morreu em 1895 de tuberculose. A doença foi agravada pelo hábito de fumar tabaco que lhe foi ensinado.